# 雷蒙德 (加利福尼亞州)
雷蒙德（英語：Raymond）是位於美國加利福尼亞州馬德拉縣的一個非建制地區。該地的面積和人口皆未知。

## 地理
雷蒙德的座標為37°13′02″N 119°54′20″W / 37.21722°N 119.90556°W，而該地的平均海拔高度為399米（即1309英尺）。